# جوزيف س. مايو
جوزيف س. مايو (بالإنجليزية: Joseph Carrington Mayo)‏ هو محامي أمريكي، ولد في 16 نوفمبر 1795 في مقاطعة هنريكو في الولايات المتحدة، وتوفي في 8 أغسطس 1872 في ريتشموند في الولايات المتحدة.